# Puchar Pokoju i Przyjaźni 1968
Sezon 1968 Pucharu Pokoju i Przyjaźni – szósty sezon Pucharu Pokoju i Przyjaźni. Mistrzem wśród kierowców został Miroslav Fousek (Škoda F3).

## Kalendarz wyścigów
Źródło: formula2.net
| Runda | Data       | Tor       | Pole position | Najszybsze okrążenie | Zwycięzca (kierowcy) | Zwycięzca (zespoły) |
| ----- | ---------- | --------- | ------------- | -------------------- | -------------------- | ------------------- |
| 1     | 2 czerwca  | Szczecin  | ?             | ?                    | Miroslav Fousek      | Czechosłowacja      |
| 2     | 23 czerwca | Štramberk | ?             | ?                    | Miroslav Fousek      | ?                   |
| 3     | 20 lipca   | Ryga      | ?             | ?                    | Heinz Melkus         | ?                   |
| 4     | 8 września | Drezno    | odwołany      | odwołany             | odwołany             | odwołany            |

## Klasyfikacja kierowców
| Legenda oznaczeń w tabelach wyników Wyświetl szablon na nowej stronie | Legenda oznaczeń w tabelach wyników Wyświetl szablon na nowej stronie                                                                     |
| Oznaczenie                                                            | Wyjaśnienie |
| --------------------------------------------------------------------- | --- |
| Złoty                                                                 | Zwycięzca lub mistrzostwo |
| Srebrny                                                               | 2. miejsce lub wicemistrzostwo |
| Brązowy                                                               | 3. miejsce lub II wicemistrzostwo |
| Zielony                                                               | Ukończył, punktował (w klasyfikacji generalnej, gdy zdobył co najmniej jeden punkt na przestrzeni sezonu, poza trzema powyższymi opcjami) |
| Niebieski                                                             | Ukończył, nie punktował (w klasyfikacji generalnej, gdy nie zdobył co najmniej jednego punktu na przestrzeni sezonu)                      |
| Czerwony                                                              | Nie zakwalifikował się (NZ) |
| Czerwony                                                              | Nie prekwalifikował się (NPK) |
| Różowy                                                                | Nie ukończył (NU) |
| Różowy                                                                | Niesklasyfikowany (NS) (w klasyfikacji generalnej, gdy nie został sklasyfikowany w żadnym wyścigu sezonu)                                 |
| Czarny                                                                | Zdyskwalifikowany (DK) |
| Czarny                                                                | Wykluczony (WYK/EX) |
| Biały                                                                 | Nie wystartował (NW) |
| Biały                                                                 | Kontuzjowany (K/INJ) |
| Biały                                                                 | Wyścig odwołany (OD/C) |
| Bez koloru                                                            | Został wycofany (WYC/WD) |
| Bez koloru                                                            | Nie przybył (NP/DNA) |
| Bez koloru                                                            | Nie brał udziału w treningach (NT/DNP) |
| Bez koloru                                                            | Nie został zgłoszony (–) |
| Pogrubienie                                                           | Start z pole position |
| Kursywa                                                               | Najszybsze okrążenie wyścigu |
| †                                                                     | Nie ukończył, ale jego rezultat został zaliczony ze względu na przejechanie więcej niż 90% dystansu wyścigu.                              |
| *                                                                     | Sezon w trakcie |
| 1/2/3                                                                 | Punktowana pozycja w sprincie kwalifikacyjnym                                                                                             |
| Lista systemów punktacji Formuły 1                                    | |

| Poz. | Kierowca            | SZC | STR | BIK |
| ---- | ------------------- | --- | --- | --- |
| 1    | Miroslav Fousek     | 1   | 1   | ?   |
| ?    | Heinz Melkus        | ?   | 2   | 1   |
| ?    | Jaroslav Bobek      | ?   | 3   | 2   |
| ?    | Václav Bobek        | 2   | ?   | NU  |
| ?    | Longin Bielak       | 3   | 4   | 3   |
| ?    | Władimir Grekow     | 4   | 8   | 6   |
| ?    | Enn Griffel         | 7   | 7   | 4   |
| ?    | Alois Gbelec        | NU  | 5   | ?   |
| ?    | Jurij Andriejew     | ?   | ?   | 5   |
| ?    | Frieder Rädlein     | ?   | 6   | ?   |
| ?    | Władimir Glurdżidze | ?   | 9   | ?   |
| ?    | Giennadij Żarkow    | ?   | ?   | 9   |
| ?    | Józef Kiełbania     | ?   | ?   | 11  |
| ?    | Ksawery Frank       | ?   | ?   | 16  |
| ?    | Václav Bobek jr     | NU  | ?   | ?   |
| ?    | Zbigniew Sucharda   | ?   | ?   | NU  |